# Rudnyzja
Rudnyzja (ukrainisch Рудниця; russisch Рудница Rudniza) ist eine Siedlung städtischen Typs in der Ukraine mit etwa 1100 Einwohnern.
Der Name der Siedlung leitet sich vom nordöstlich gelegenen Dorf Rudnyzke ab und bedeutet etwa Klein-Rudnyzke.

## Geographische Lage
Rudnyzja liegt in der historischen Landschaft Podolien im Südosten der Oblast Winnyzja, 7 Kilometer nordöstlich der ehemaligen Rajonshauptstadt Pischtschanka und 113 Kilometer südöstlich der Oblasthauptstadt Winnyzja, die Grenze zu Moldawien/Transnistrien verläuft 16 Kilometer südwestlich.

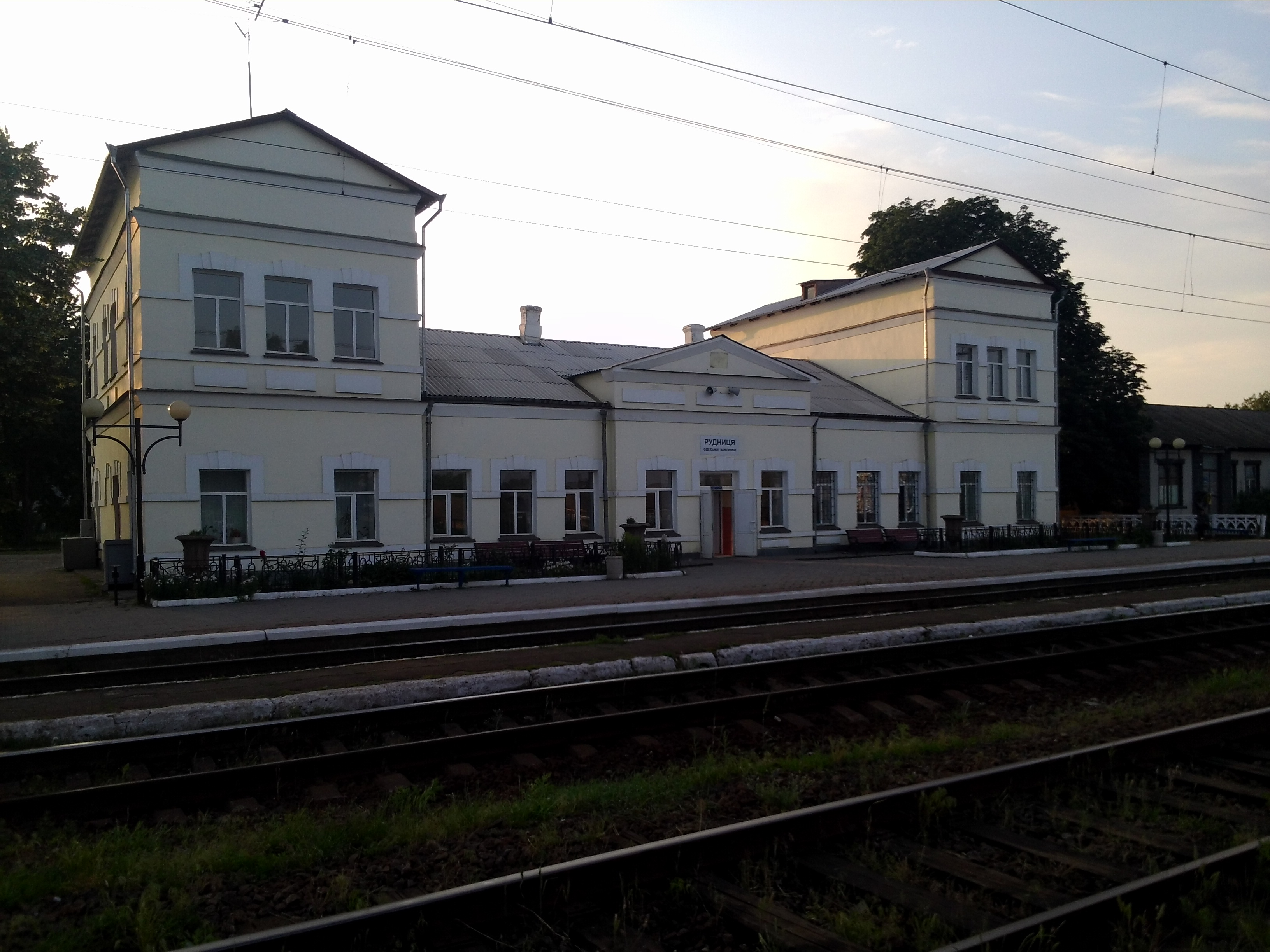
Blick auf den Bahnhof im Ort

## Geschichte
Die Ortschaft entstand Ende des 19. Jahrhunderts im Zuge des Baus eines Bahnhofs an der Eisenbahnstrecke von Podilsk nach Schmerynka ab 1876 (heute Bahnstrecke Krasne–Odessa) und bekam im Jahre 1938 den Status einer Siedlung städtischen Typs verliehen. 1899 wurde vom Ort ausgehend auch eine Schmalspurbahn des heutigen Schmalspurnetzes Hajworon eröffnet.
Am 12. Juni 2020 wurde die Siedlung ein Teil der neugegründeten Siedlungsgemeinde Pischtschanka, bis dahin bildete sie zusammen mit den Dörfern Kosliwka (Козлівка) und Rybky (Рибки) sowie der Ansiedlung Popeljuchy (Попелюхи) die gleichnamige Siedlungsratsgemeinde Tschornomyn (Рудницька селищна рада/Rudnyzka selyschtschna rada) im Norden des Rajons Pischtschanka.
Am 17. Juli 2020 kam es im Zuge einer großen Rajonsreform zum Anschluss des Rajonsgebietes an den Rajon Tultschyn.